# Ulmi (okręg Jassy)
Ulmi – wieś w Rumunii, w okręgu Jassy, w gminie Belcești. W 2011 roku liczyła 685 mieszkańców.